# سامورایی شودان (بازی ویدئویی ۲۰۱۹)
سامورایی شودان (انگلیسی: Samurai Shodown) یک بازی ویدئویی در سبک بازی اکشن مبارزه‌ای و همچنین بازشروعی برای این مجموعه بازی است که توسط اس‌ان‌کی و در پلت‌فرم‌های آرکید، مایکروسافت ویندوز، نینتندو سوئیچ، پلی‌استیشن ۴، ایکس‌باکس وان، استادیا، و اکس‌باکس سری اکس/اس منتشر شده‌است.